# Hans Huber (Sportfunktionär)
Hans Huber (* 26. März 1905; † 29. November 1972) war ein deutscher Sportfunktionär.

## Leben
Der Münchner Hans Huber war Mitglied der Deutschen Jugend Kraft (DJK) und nach dem Krieg des BLSV. Als Spartenleiter des BLSV für Fußball nahm er 1946 den Ausschluss des FC Bayern München sowie des TSV 1860 München  aus dem Spielbetrieb des BLSV zurück, der von seinem Vorgänger Anton Moser 1945 im Konflikt mit Anhängern des bis 1933 bestehenden Süddeutschen Fußball-Verbands verhängt worden war. Hans Huber war Ende 1946 eine treibende Kraft bei der Gründung eines eigenständigen bayerischen Fußball-Verbandes. Er war von 1946 bis 1962 und von 1965 bis zu seinem plötzlichen Tod am 29. November 1972 Präsident des Bayerischen Fußball-Verbandes (BFV). 1949 bis 1962 war Hans Huber auch Präsident des Süddeutschen Fußball-Verbands.
Hans Huber war Träger des Bayerischen Verdienstordens.